# Рекуперативный теплообменник
Рекуперати́вный теплообме́нник, рекуператор  (от лат. recuperator — получающий обратно, возвращающий) — теплообменник поверхностного типа для использования теплоты отходящих газов, в котором теплообмен между теплоносителями осуществляется непрерывно через разделяющую их стенку. В отличие от регенеративных теплообменников, трассы потоков теплоносителей в рекуператоре не меняются. Рекуператоры различают по схеме относительного движения теплоносителей — противоточные, перекрёстные, прямоточные и др.; по конструкции — трубчатые, пластинчатые, ребристые, оребрённые пластинчатые рекуператоры типа ОПТ и др.; по материалу изготовления — металлические, мембранные, пластиковые и др.; и по назначению — подогреватели воздуха, газа, жидкостей, испарители, конденсаторы и т. д.

## Металлический оребрённый пластинчатый рекуператор
Оребрённый пластинчатый рекуператор состоит из тонкостенных оребрённых панелей, изготовленных методом высокочастотной сварки, соединённых поочерёдно с поворотом на 90 градусов. За счёт конструкции, а также многообразия используемых материалов достигаются высокие температуры греющих сред, небольшие сопротивления, высокие показатели отношения теплопередающей площади к массе теплообменника, длительный срок службы, низкая стоимость и др. Часто используются для утилизации тепла отходящих газов.
Пластинчатые оребрённые рекуператоры позволяют:
- Экономить до 40% потребляемой энергии за счёт возврата тепловой энергии обратно в технологический цикл;
- Улучшать горение топлива в печи за счёт использования подогретого воздуха вместо воздуха окружающей температуры и тем самым снижать его химический и механический недожог (при рекуперации в цикле печного нагрева). В результате, при том же расходе топлива количество теплоты, получаемой в процессе горения, увеличивается на 10-15%;
- Охлаждать дымовые газы для обеспечения санитарных норм и экологических требований;
- Подогревать уличный воздух для отопления помещений теплом отходящих газов;
- Охлаждать газы для их использования в технологических процессах, требующих более низких температур.

Оребрённые пластинчатые рекуператоры обладают следующими преимуществами по сравнению с аналогичными роторными и традиционными пластинчатыми рекуператорами:
- Большими предельными рабочими температурами (до 1250 С);
- Меньшими габаритами и массой;
- Меньшей стоимостью;
- Меньшими сроками окупаемости;
- Низкими сопротивлениями по газо-воздушным трактам;
- Меньшей склонностью к зашлаковыванию;
- Большим сроком службы;
- Большим периодом между ремонтом и профилактическим обслуживанием;
- Меньшие массогабаритные характеристики удешевляют монтаж и транспортировку рекуператоров.

## Прямоточно-противоточный трубчатый рекуператор
Теплообмен в таком рекуператоре интенсифицируется за счёт особого профиля тонкостенных сварных металлических трубок, пучок которых является основой устройства. Пристенный вихрь, формирующийся в каждой трубке, с одной стороны, обеспечивает увеличение теплообмена, а с другой — разрушается до того, как повышает сопротивление воздушного канала.
Основные отрасли применения прямоточных противоточных трубчатых рекуператоров:
- Промышленность, в т.ч. пищевая, требующая "мягкого нагрева" одной из сред
- Военная и космическая отрасли машиностроения (рассеивание и/или утилизация тепла)
- Классический возврат тепла в производственный цикл
- Бытовые проветриватели (в квартирах с герметичными пластиковыми окнами, экодомах)

Прямоточно-противоточные рекуператоры обычно монтируются в едином воздуховодном кожухе, что позволяет добиться следующих потребительских характеристик:
- особо низкое энергопотребление (бытовые рекуператоры потребляют от 8 Вт)
- уникальная для вентиляционного оборудования компактность, позволяющая осуществлять скрытую установку в жилых помещениях
- высокая производительность
- высокая (от нескольких лет) продолжительность безостановочной работы
- невысокая сложность и стоимость обслуживания, простота чистки
- отсутствие застойных зон

Прямоточно-противоточные трубчатые рекуператоры также известны как геликоидные рекуператоры, по аналогии с геликоидными теплообменниками.

## Роторный рекуператор
Роторные рекуператоры (роторные теплообменники) относятся к классу регенеративных теплообменников. Наиболее широкое применение данные аппараты получили в системах приточно-вытяжной вентиляции и в теплоэнергетике (в энергетической терминологии он называется регенеративным воздухоподогревателем (РВП)). В роторном теплообменнике передача тепла от горячего газа к холодному осуществляется через вращающийся цилиндрический ротор, состоящий из пакета тонких металлических пластин. Горячий газ нагревает пластины, после чего они перемещаются в поток холодного газа, тем самым передавая ему тепло.
Роторные теплообменники также устанавливают в крупных котельных установках для утилизации тепла уходящих из котла дымовых газов (нагрева воздуха на входе в котёл).
Роторные рекуператоры применяются в системах вентиляции бассейнов (в том числе для осушения воздуха), в оранжереях, ЦОДах, промышленных зданиях.